# Carlos Pellegrini
Carlos Enrique José Pellegrini Bevans (* 11. října 1846 Buenos Aires – 17. července 1906 Buenos Aires) byl argentinský politik, právník, malíř, novinář a překladatel. V roce 1890 se stal 6. prezidentem Argentinské republiky. Vzhledem k různým státním zřízením Argentiny v minulosti je považován za 11. prezidenta země. Před tím působil jako viceprezident a ministr války a námořnictva.

## Život

### Mládí a vojenská služba
Narodil se v Buenos Aires, jeho otec Charles Henri Pellegrini byl původem italský stavební inženýr, který se stal později po příchodu do Argentiny známým malířem, jeho matka María Bevansová byla také malířkou původem z Anglie z významné politické rodiny. Už od velmi nízkého věku se ve škole své tety Anny Bevansové učil anglický jazyk, díky čemuž se z něj později stal překladatel. Angličtina ovlivnila i jeho výslovnost španělštiny, kvůli čemuž dostal přezdívku el gringo. V roce 1863 začal studovat na Právnické fakultě Univerzity v Buenos Aires, studium však musel po dvou letech přerušit, protože narukoval do armády kvůli válce s Paraguayí. V boji se vyznamenal a dosáhl hodnosti poručíka, později ale onemocněl a byl z armády propuštěn. Vrátil se do Buenos Aires a v roce 1869 dokončil studium práv. Následně začal pracovat jako novinář v deníku La Prensa. Později se stal státním úředníkem na ministerstvu financí a vstoupil do autonomistické strany. V roce 1870 se stal poslancem v parlamentu provincie Buenos Aires. Později se stal podporovatelem generála Julia Argentina Rocy a jeho vojenských tažení na jihu. Podporoval také udělení volebního práva pro ženy, v čem ho inspirovala jeho anglická teta Priscilla Brightová McLarenová, která byla významnou aktivistkou za práva žen.

### Ministrem vlády
V roce 1878 se stal ministrem ve vládě provincie Buenos Aires. V této pozici prosazoval zavedení bezplatného vzdělávání a prosazoval zavedení vzdělávacího systému podle amerického vzoru. Byl také přesvědčen, že pouze export zemědělských produktů a masa nemohou do budoucna postačovat a proto prosazoval industrializaci státu. Dne 9. října 1879 ho prezident Nicolás Avellaneda jmenoval ministrem války a námořnictva. V této funkci musel čelit i ozbrojené vzpouře v Buenos Aires proti snahám o federalizaci hlavního města a zvolení generála Rocy za prezidenta. Potlačení povstání přineslo Pellegrinimu mnohem větší vliv na domácí politiku. V pozici ministra války a námořnictva se snažil o odpolitizování armády, která by sloužila pouze na obranu země a nezasahovala by do politického života. Po odchodu z funkce ministra byl v roce 1881 zvolen do federálního senátu za provincii Buenos Aires. Zde se mu podařilo prosadit dostavbu nového přístavu v Buenos Aires. V roce 1883 odcestoval do USA a Kanady, kde studoval fungování průmyslu a vzdělávacího systému. Dne 11. července 1885 se stal znovu zhruba na jeden rok ministrem války a námořnictva. Ve volbách v roce 1886 podpořil Miguela Juáreze Celmana a v říjnu téhož roku byl jmenován viceprezidentem země. V roce 1890 se ekonomická situace země výrazně zhoršila, což vyvolalo ekonomickou a politickou krizi. Prezident Celman se navíc během svého mandátu choval velmi autoritářsky a tak se od něj Pellegrini během krize distancoval. Vůči Celmanovi se postavila poměrně silná opozice složená z různých skupin. V čele opozice stáli politik Leandro Alem a bývalý prezident Bartolomé Mitre. Ten dokázal získat velkou podporu i ve vojsku a v červenci 1890 začala revoluce zvaná také revoluce roku 90, nebo také revoluce z parku. Alem a Mitre však měli rozdílné zájmy, zatímco Alem se snažil o skutečnou revoluci a změnu, Mitre se chtěl hlavně dostat zpět k moci. Alem tak vystoupil proti prezidentovi sám se svou milicí a byl tak snadno poražen. Mitre se totiž ještě předtím dohodl s bývalým prezidentem Rocou, že Celmana vystřídá kompromisní kandidát a to právě Carlos Pellegrini s tím, že v dalších volbách podpoří Roca právě Mitre.

### Prezidentem Argentiny
Celman bez podpory Rocy abdikoval a dne 6. srpna 1890 se tak Pellegrini stal novým prezidentem s tím, že měl dokončit pouze původní funkční období svého předchůdce. Nového prezidenta plně podporovali bývalí prezidenti Roca a Mitre, proto se vládě podařilo prosadit důležité úsporná opatření, díky kterým Argentina překonala ekonomickou krizi. Prezidentovi Pellegrinimu se také podařilo vyjednat nové podmínky splácení zahraničního dluhu a reformovat bankovní systém. Pozitivní vliv měl i nárůst exportu zemědělských produktů. V roce 1891 Pellegrini založil novou argentinskou národní banku Banco de la Nación Argentina. V roce 1892 bylo odhaleno spiknutí anarchistů s cílem zavraždit prezidenta, Pellegrini se proto rozhodl již v srpnu 1892 odstoupit z funkce, ale jeho podporovatelé ho přesvědčili, aby ve funkci setrval až do konce mandátu v říjnu. Za nového prezidenta byl zvolen Luis Sáenz Peña, který Pellegrinimu nabídl funkci ministra války a námořnictva, co tento odmítl. Následně se stáhl z politického života a odešel žít na svůj venkovský statek. Nový prezident ale nevládl podle představ generála Rocy, navíc ztratil i podporu Mitra a jeho podporovatelů. Pellegrini tak v roce 1895 podpořil výměnu prezidenta za dosavadního viceprezidenta Josého Evarista Uriburua. V tomto roce se Pellegrini stal také senátorem ve federálním senátu, čímž se definitivně vrátil do politického života. Jako senátor prosadil zákonnou úpravu splácení zahraničního dluhu země, dostal také nabídky, aby kandidoval za prezidenta v roce 1898, což několikrát odmítl. V roce 1901 se výrazně oslabilo jeho politické spojenectví s prezidentem Rocou, kvůli rozdílným názorům na splácení zahraničního dluhu. O rok později nepodpořil Roca kandidaturu Pellegriniho na funkci prezidenta, což způsobilo rozdělení Národní autonomistické strany. Prezidentem se tak stal Manuel Quintana jako kompromisní kandidát. Pellegrini od té doby začal prosazovat reformu volebního systému, který byl v každých volbách poznamenán množstvím podvodů. V roce 1906 se Pellegrini stal poslancem federálního parlamentu, ale v tomto období se jeho zdraví již zhoršovalo. Trpěl neurastenií a 17. července 1906 ve věku 59 let náhle zemřel v Buenos Aires, kde je i pohřben.